# Kaposmérő
Kaposmérő is een plaats (község) en gemeente in het Hongaarse comitaat Somogy. Kaposmérő telt 2563 inwoners (2001).